# Eriocaulon kathmanduense
Eriocaulon kathmanduense är en gräsväxtart som beskrevs av Yoshisuke Satake. Eriocaulon kathmanduense ingår i släktet Eriocaulon och familjen Eriocaulaceae. Inga underarter finns listade i Catalogue of Life.